# Коста Милчинов
Коста Милчинов e български общественик, деец на Българското възраждане в Македония.

## Биография
Роден е през 1840 година в град Струга. Емигрира в Румъния. В 1876 година в Турну Мъгуреле подпомага финансово Ботевата чета. След 1878 година е награждаван с ордени и му е отпусната народна пенсия. Умира през 1911 година в София.